# أورورا (مقاطعة تايلور)
أورورا، مقاطعة تايلور (بالإنجليزية: Aurora, Taylor County, Wisconsin)‏ هي بلدة تقع بولاية ويسكونسن في الولايات المتحدة. تبلغ مساحتها 88.6 (كم²)، وترتفع عن سطح البحر 369 م، بلغ عدد سكانها 386 نسمة في عام 2000 حسب إحصاء مكتب تعداد الولايات المتحدة وتصل الكثافة السكانية فيها 4.4 نسمة/كم2.

## وصلات خارجية
- The US50 - Cities and Towns in Wisconsin State
- Wisconsin Cities and Towns, Facts, Map, Flag, Colleges, Government, and More